# Triepolskij
Triepolskij (ros. Трепольский) – osiedle w Rosji, w obwodzie riazańskim, w rejonie michajłowskim. W 2010 liczyło 450 mieszkańców.